# Петит Рен де Сотерн
Петит Рен де Сотерн (фр. Petites Reines de Sauternes) — шоссейная однодневная велогонка, проходившая по территории Франции с 2011 по 2018 год.

## История
С момента своего создания в 2011 году гонка стала проходить в рамках национального календаря. В 2015 году вошла в календарь женского Кубка Франции.
Маршрут гонки проходил в коммуне Сотер департамента Жиронда. Он представлял собой круг длиной чуть более 13 км который преодолевали 8 раз. Общая протяжённость дистанции составляла 105 км. Гонка проводилась в 20-х числах мая.
В 2017 году не проводилась, объединившись с другой однодневкой Мериньякеиз в многодневую гонку Тур Жиронды который просуществовала всего один год.
В 2018 году была снова проведена в 7-й раз. На это раз она прошла в коммуне в коммуне Бомме департамента Жиронда, а гонщицы преодолели 11 кругов по 9,6 км общей протяженностью 105,6 км. После этого гонка больше не проводилась.
Организатором выступал VC Pays de Langon.
Рекордсменкой с двумя победами стала француженка Мелоди Лесюёр.

## Призёры
| Год  | Победитель     | Второй         | Третий            |
| ---- | -------------- | -------------- | ----------------- |
| 2011 | Мелоди Лесюёр  | Мелани Бравар  | Паскаль Жёлан     |
| 2012 | Паскаль Жёлан  | Од Бьянник     | Софи Крё          |
| 2013 | Мелоди Лесюёр  | Элоди Хегобуру | Veronique Labonte |
| 2014 | Северин Эро    | Паскаль Жёлан  | Орор Верхувен     |
| 2015 | Manon Souyris  | Émilie Rochedy | Paz Bash          |
| 2016 | Даниэла Рейс   | Эвита Мьюзик   | Сильви Ридл       |
| 2018 | Лаура Мореллек | India Grangier | Ева Урлиак        |